# Джия Палома
Джия Палома (на английски: Gia Paloma) е артистичен псевдоним на американската порнографска актриса и режисьор на порнографски филми Карън Кристин Катанзаро (Karen Christine Catanzaro).

## Ранен живот
Родена е на 27 юни 1984 г. в град Даймънд Бар, щата Калифорния, САЩ и израства в град Уолнът.
Тя е от италиански произход.
Започва да учи в Калифорнийския държавен университет във Фулъртън, но не го завършва.

## Кариера
Дебютира като актриса в порнографската индустрия през февруари 2003 г., когато е на 19-годишна възраст.
В началото на кариерата си снима агресивни секс сцени с двойно и тройно проникване и фелацио тип „дълбоко гърло“.
През 2004 г. става първата порноактриса, върху която в комерсиална продукция е приложена т. нар. техника „Donkey Punch“ – в сцена от филма „Guttermouths 30“ партньорът ѝ Алекс Сандърс я удря с юмрук в задната част на главата по време на сексуален акт.
Работи с продуцентските компании Диджитъл Плейграунд, Уикед, Third Degree, Evil Angel, Jules Jordan Video, JM Productions, Sin City, Extreme Associates и Anabolic video.
През януари 2005 г. Палома оцелява след като взима свръхдоза кокаин, при което пулсът ѝ се увеличава повече от три пъти над нормалното.
През юни 2006 г. претърпява автомобилен инцидент, при който получава няколко счупвания на кости, но се възстановява и след около един месец продължава кариерата си.
Участва заедно с редица други порноактьори във видеоклипа на песента „Who's Your Daddy?“ на рапъра Некро от албума му The Sexorcist.

## Награди и номинации
Носителка на награди
- 2004: CAVR награда за изпълнителка на годината.
- 2005: AVN награда за най-добра секс сцена само с момичета (видео).[9]
- 2005: XRCO награда за най-добро изпълнение в сцена момиче-момиче.[10]

Номинации
- 2005: Номинация за AVN награда за най-добра нова звезда.[11]
- 2005: Номинация за AVN награда за най-добра актриса (видео) – за изпълнението на ролята ѝ във филма „Wild Things on the Run“.[11]
- 2005: Номинация за XRCO награда за супермръсница.[12]
- 2005: Номинация за XRCO награда за невъзпята сирена.[13]
- 2005: Номинация за AVN награда за най-добра соло секс сцена – за изпълнение на сцена във филма „Месомелачки“.[11]